# Щёголев, Игорь Олегович
И́горь Оле́гович Щёголев (род. 10 ноября 1965, Винница, УССР, СССР) — российский государственный деятель. Полномочный представитель президента Российской Федерации в Центральном федеральном округе с 26 июня 2018 года, член Совета Безопасности Российской Федерации с 3 июля 2018 года. Действительный государственный советник Российской Федерации 1-го класса. Председатель попечительского совета организации Лига безопасного интернета.
Находится под персональными санкциями 27 стран ЕС, Великобритании, США, Канады, Швейцарии, Австралии, Японии, и других государств.

## Биография
Окончил факультет германистики (в то время: секция германистики) Лейпцигского университета (ГДР) и переводческий факультет Московского государственного института иностранных языков им. Мориса Тореза (ныне — Московский государственный лингвистический университет) в 1988 году. Специалист по странам Европы, владеет французским, немецким и английским языками.
С 1988 по 1998 год работал в ИТАР-ТАСС, был собственным корреспондентом агентства в Париже.
С 1997 года был заместителем руководителя службы новостей ИТАР-ТАСС, входил в группу журналистов так называемого «Кремлёвского пула» и освещал деятельность президента Бориса Ельцина.
В 1998 году перешёл на работу в Управление правительственной информации Аппарата правительства Российской Федерации на должность заместителя руководителя управления.
18 сентября 1998 года назначен пресс-секретарём премьер-министра РФ Евгения Примакова. С октября 1998 года распоряжением председателя правительства Евгения Примакова назначен руководителем Управления правительственной информации Аппарата правительства РФ. Сменив на этой должности Андрея Короткова, занявшего пост заместителя начальника управления. В июне 1999 года освобождён от должности и назначен советником Председателя Правительства РФ Сергея Степашина.
С января 2000 по декабрь 2001 года — начальник Управления пресс-службы Администрации президента РФ.
В декабре 2001 года назначен руководителем протокола президента Российской Федерации. В марте 2004 года после реорганизации Администрации президента РФ сохранил за собой должность руководителя Протокола Президента РФ.
С 12 мая 2008 года — глава Министерства связи и массовых коммуникаций, сменив на этой должности Леонида Реймана, возглавлявшего министерство с 1999 по 2008 год.
В августе 2010 года избран председателем совета директоров телекоммуникационной компании «Связьинвест».
22 мая 2012 года назначен помощником Президента РФ.
26 июня 2018 года назначен полномочным представителем Президента Российской Федерации в Центральном федеральном округе. 3 июля 2018 года включён в состав Совета Безопасности Российской Федерации.

## Санкции
В июле 2014 года включён в санкционный список США.
Из-за поддержки российской агрессии и нарушения территориальной целостности Украины во время российско-украинской войны находится под персональными международными санкциями разных стран. С 25 февраля 2022 года находится под санкциями всех стран Европейского союза. С 25 февраля 2022 года находится под санкциями Австралии. С 3 марта 2022 года находится под санкциями Японии. С 4 марта 2022 года находится под санкциями Швейцарии. С 6 апреля 2022 года находится под санкциями Соединенных Штатов Америки. С 3 мая 2022 года находится под санкциями Новой Зеландии. С 9 мая 2022 года находится под санкциями Великобритании. С 6 августа 2014 года находится под санкциями Канады.
Указом президента Украины Владимира Зеленского от 7 сентября 2022 находится под санкциями Украины.

## Награды
- Орден «За заслуги перед Отечеством» III степени (2012)[18][3];
- Орден Святого благоверного князя Даниила Московского II степени (2012)[19][5];
- Орден Флага Республики Сербской с золотой цепью (Республика Сербская, Босния и Герцеговина, 2015)[20].

## Семья
Жена — Римма Викторовна Щёголева, была доцентом кафедры немецкого языка в Академии внешней торговли.
Сын — Святослав Игоревич Щёголев, работал консультантом Высшего арбитражного суда, ныне — корреспондент телеканала Russia Today.

## Доходы и имущество
Согласно данным, размещённым в декларации, содержащей сведения о доходах, расходах, об имуществе и обязательствах имущественного характера лиц, замещающих государственные должности Российской Федерации, за 2018 год Игорь Щёголев заработал 7 345 194 рубля. Доход его супруги за тот же период составил 188 868 рублей. В собственности Игоря Щёголева находится квартира площадью 73,4 м². Его супруга владеет земельным участком площадью 1350 м², дачей площадью 185 м², двумя квартирами площадью 139 и 66 м² и гаражом площадью 17 м². В собственности Игоря Щёголева также находится автомобиль Audi Q7.